# Jon Rønningen
Jon Rønningen (n. 28 noiembrie 1962, Oslo, Norvegia) este un luptător ce a reprezentat Norvegia, medaliat olimpic. A participat la 4 ediții ale Jocurilor Olimpice (1984, 1988, 1992, 1996) în care a câștigat două medalii de aur.